# 查干浩特旅游经济开发区
查干浩特旅游经济开发区，是吉林省白城市下辖的正县级准行政区划性质的综合旅游开发区。面积171.86平方公里。下辖原属于洮北区的岭下镇、镇西林场“一镇一场”，总人口4万人。设有开发区党工委、管委会。

## 历史
2002年11月29日由吉林省人民政府批准建立。